# Marzena Kipiel-Sztuka
Marzena Kipiel-Sztuka (Legnica, 19 oktober 1965 – Wałbrzych, 9 juni 2024) was een Poolse actrice.

## Biografie
Kipiel-Sztuka studeerde af aan de technische hogeschool in Legnica. Haar eerste baan in het theater was als souffleuse in het Aleksander Fredro theater in Gniezno om vervolgens in de periode 1989-2000 als actrice te werken in het Heleny Modrzejewskiej theater in Legnica, waar ze in ruim dertig producties meespeelde. Haar grote doorbraak kwam echter in 1999 door haar rol als Halina Kiepska in de komische tv-serie Świat według Kiepskich. Ook speelde zij een ondersteunende rol in de Nederlandse film Karakter uit 1997.
Marzena Kipiel-Sztuka is twee keer getrouwd geweest en heeft geen kinderen.
Kipiel-Sztuka overleed op 9 juni 2024 op 58-jarige leeftijd na een lange tijd ziek te zijn geweest.

## Filmografie
- 1997: Karakter
- 1999-2021: Świat według Kiepskich – Halina Kiepska
- 2004, 2006: Fala zbrodni – diverse rollen
- 2005: Pierwsza miłość – verpleegkundige 'Jolanta'
- 2007: Sztuczki – moeder Violka
- 2010: Byzuch 2 – Marzena
- 2011: Kop głębiej – Daria Nowak
- 2012: Galeria – verzorgster

## Prijzen
- 1993: Złota Iglica (gouden naald)
- 2014: Kryształowy Granat (kristallen granaat) op het Pools nationaal comedy (film)festival in Lubomierz, voor haar rol als Halina Kiepska [3]